# Pelargonium elandsmontanum
Pelargonium elandsmontanum är en näveväxtart som beskrevs av E.M.Marais, John Charles Manning och Goldblatt. Pelargonium elandsmontanum ingår i släktet pelargoner, och familjen näveväxter. Inga underarter finns listade i Catalogue of Life.